# Потенгово (гміна)
Гміна Потенгово (пол. Gmina Potęgowo) — сільська гміна у північній Польщі. Належить до Слупського повіту Поморського воєводства.
Станом на 31 грудня 2011 у гміні проживало 7196 осіб.

## Територія
Згідно з даними за 2007 рік площа гміни становила 227.92 км², у тому числі:
- орні землі: 66.00%
- ліси: 26.00%

Таким чином, площа гміни становить 9.89% площі повіту.

## Населення
Станом на 31 грудня 2011:
| Опис     | Загалом | Загалом | Чоловіки | Чоловіки | Жінки | Жінки |
| -------- | ------- | ------- | -------- | -------- | ----- | ----- |
| одиниця  | осіб    | %       | осіб     | %        | осіб  | %     |
| все      | 7196    | 100     | 3640     | 50.58    | 3556  | 49.42 |
| міське   | 0       | 100     | 0        |          | 0     |       |
| сільське | 7196    | 100     | 3640     | 50.58    | 3556  | 49.42 |

## Сусідні гміни
Гміна Потенгово межує з такими гмінами: Глувчице, Дамниця, Дембниця-Кашубська, Нова Весь-Лемборська, Цевіце, Чарна Домбрувка.